# Agneta Eriksson
Agneta Eriksson (anglès: Berith Agneta Eriksson)  (Västerås, 3 de maig de 1965) és una nedadora sueca, ja retirada, especialista en papallona i estil lliure, que va competir durant les dècades de 1970 i 1980.
El 1980 va prendre part en els Jocs Olímpics d'Estiu de Moscou, on va disputar dues proves del programa de natació. Formant equip amb Carina Ljungdahl, Tina Gustafsson i Agneta Mårtensson guanyà la medalla de plata en els 4x100 metres lliures, mentre en els 100 metres lliures fou vuitena. També va disputar els Jocs de Los Angeles de 1984, on destaquen dues setenes posicions en els 4x100 metres lliures i els 4x100 metres estils i els de Seül de 1988, on no va arribar a cap final.
En el seu palmarès també destaca una medalla de bronze al Campionat d'Europa de natació de 1985 i quaranta campionats nacionals en modalitats individual, 16 en piscina de 50 metres i 24 en piscina de 25 metres.